# Szent kutak Magyarországon
A szent kutak Magyarországon azok a kútvizek vagy természetes források, amelyekhez valamilyen történet, legenda vagy jelenség kapcsolódik és emiatt nevezték el szent kútnak. A szent kút kifejezés jelöli a forrást magát, de városrészek vagy települések nevébe is bekerül – amelyeket egy kútról neveztek el –, ekkor egybe írandó. A legtöbb esetben gyógyító erőt tulajdonítanak vízének az odalátogató emberek.

## Szent kutak
| Földrajzi elhelyezkedése                                                                   | története, legendája, jelenség a kútnál | Az ivóvíz gyógyítóerejének bizonyíthatósága |
| ------------------------------------------------------------------------------------------ | --- | --- |
| Andocs – Somogy vármegye                                                                   | A kutat főleg szembetegek keresik fel gyógyulás céljából | |
| Baja-Máriakönnye – Bács-Kiskun vármegye                                                    | | |
| Bodajk – Fejér vármegye                                                                    | A Szent-kútról az a legenda terjedt el, hogy vize 7-évenként elapad, majd újraindul. Azonban a balinkai bánya miatt mára elapadt. Bodajk szent kútját vallásos tisztelet vette körül, vizének gyógyító erőt tulajdonítottak. A hagyományok szerint többször is elzarándokoltak ide Szent István és Szent Imre is, de járt itt Szent Gellért és Szent László király is. | |
| Búcsúszentlászló – Zala vármegye                                                           | A templom mögött található kutat Szent László kútnak hívják. Itt búcsúkeresztséget szoktak tartani. | |
| Csatka, Szentkút – Komárom-Esztergom vármegye                                              | 1862 augusztus 21-én csütörtökön megjelent Csöbönyei Józsefnek Gábriel arkangyal a kútnál, hogy másnap Szűz Mária kijelöli a kápolna helyét. Megkérte a hívek énekelve jöjjenek ki az eseményre. Másnap a falu népe kiment és megjelent a Szűzanya, aki kijelölte a kápolna helyét. | Meizler Vilmos itt nyerte vissza látását 1792-ben. A mai búcsúsok szerint elsősorban lábfájás és bénultságra jó a szent kút vize.                                  |
| Hőgyész, Csicsó – Tolna vármegye                                                           | A legenda szerint a grófi konda disznaja túrta ki a forrást, ahol Mária-képet is talált. | |
| Nagykónyi – Tolna vármegye                                                                 | - Szentkút és a Rókus-kápolna A tizenkilencedik század végén ezen a helyen csak egy jelentéktelen forrás nyomai látszottak. Az ezerkilencszázas évek első évtizedében e vidéken egy lázzal összekötött fekélyes, daganatos, ragályos különös betegség (kolera) lépett fel, mely betegségtől nem csak a helybeli, de a környékbeli lakosságnak is sokat kellett szenvednie. E betegségben szenvedők csak vizet kívántak, és ezen óhajukat e kis forrás vizével elégítették ki. Mindenkinek a bámulatára, mindazok, akik e kis forrás vizéből ittak, e lázas betegségből gyorsan kigyógyultak és rövid pihenés után újult erővel folytathatták munkájukat. E különös esetnek a híre igen gyorsan messze vidékre elterjedt, úgyhogy ezentúl a nép tömegesen kereste fel ezt a helyet, hogy otthon fekvő betegeik számára e gyógyforrás vizéből hazavigyenek. E forrás vizétől igen sokan visszanyerték egészségüket, ezért e forrást “Szentkútnak” nevezték el. Így járt el Csima Ferenc és neje Jánosi Rozália is. Csima Ferenc fogadalmat tett, ha megmenekül e ronda betegségtől, ő és családja kápolnát épített erre a helyre a betegek gyámolának tiszteletére, szent Rókusnak. A kért segítség nem maradt el, ahogy a fogadalom sem. Ezért 1907-ben megépült a Rókus kápolna a szentkút melletti tisztáson. A kápolnát és környékét Csima Ferenc és neje, később fiuk, Csima Ignác és neje, Sött Katalin gondozták, szépítgették. A kápolna felépülése után körmenetben éneklő asszonnyal, gyertyákkal, mécsesekkel rendszeresen kijártak az emberek imádkozni szent Rókushoz, hogy megvédelmezze őket a betegségek ellen. Szent Rókus napja (augusztus 16.) a Nagykónyiak fogadott ünnepe volt. Ilyenkor misét mondtak a kápolnánál. A kápolna 1930-ban került először felújításra, ami egy szép Mária faszobornak adott otthont és egy szent Rókus-képnek. A szobrot egy nagy árvíz hozta Kocsola felől magával. 1997-re az állapota gyászosan leromlott. Ekkor újította fel a vadásztársaság abból a fogadalomból, hogy létrejöhettek. A szent kutat kikövezték és elhelyeztek egy Norton kútat. Tetteiket Hubertusz mise koronázta. 2020-ra a kápolna állapota és környéke megint csak leromlott. Ekkor Sütő Ignác és családja révén újabb felújításra került a kápolna és környéke. 2020. június 4-én Trianon 100., gyászos évfordulója alkalmából a kútfőre márvány keresztet emelt a Sütő család. | |
| Csobánka – Pest vármegye                                                                   | Szerb ortodox hívők búcsújáró hely volt régen. Egy pásztornak megjelent Mária 1842-ben a forrásnál. | Oxigén és kénizotóp mérés 2009 |
| Fallóskút Mátraszentimre – Heves vármegye                                                  | 1947-ben Sánta Lászlónénak megjelent a Szűzanya, mely hatására megtalálták Fallóskütat | |
| Gencsapáti – Vas vármegye                                                                  | 1756-ban Batthyány látogatása alkalmából írt jegyzőkönyv szerint, Török Mihály és László Katalin kápolnát építtetett ide kisfiuk csodás gyógyulása emlékére. | |
| Hercegszántó                                                                               | 1838-ban szentelte fel Klobusiczky Péter Kalocsai érsek, miután egy férfi több alkalommal a kút vizében fénylő Szűz Máriát látott. | 1933-ban egy bajai férfi vak fia meggyógyult.Hálából Mária szobrot vitt oda.                                                                                       |
| Jásd – Veszprém vármegye                                                                   | A legenda, illetve ének szerint remete Jásd Péter 1164 előtt kiszáradt a szomjúságtól és gödröt ásott. Egy rózsafüzér ima közben leesik egy kis pénzérme a rózsafüzérről, és víz fakadt ott. Örömében embereket hív oda, és az egyik béna a lábát megfürdette és meggyógyult. | |
| Jászberény – Jász-Nagykun-Szolnok vármegye                                                 | 1747-ben, június 27-én óriási jégzápor és vihar közepette, egy becsapódó villám fakasztotta a forrást. | A vizétől kisgyermekek és idős betegek gyógyultak meg. |
| Kolontár A szent kút Kolontár és Devecser között a vasúti töltés mellett található         | A története nem ismeretes, de a forrásnál lévő kőkereszt 1870-ről tanúskodik. 1980 és 1990 között a Szűz Máriát ábrázoló szobrot összetörve a forrás medencében találták – feltehetően megrongálták -, melyet összeragasztották és lefestve visszaállították, és a mai napig is ott áll. A Szentkutat elkerülte a 2010-es Ajkai vörösiszap-katasztrófa. A víz iható, annak ellenére, hogy a vízközművek tönkrementek. | |
| Máriabesnyő – Pest vármegye Közigazgatásilag Gödöllőhöz tartozik.                          | | |
| Máriagyűd – Baranya vármegye A szent kút a kegytemplomtól keletre található                | 1006-ban Szent István által alapított bencés szerzetesek egy Mária szobrot találnak Gyüd falu forrása mellett. 1148-ban templomot épít II. Géza király és ide helyezik a szobrot. 1537 után a templom református lesz és a törökdúlás után 1543 után a szobor elvész, a templom elnéptelenedik. 1687-ben azonban sorozatos Mária-jelenések arra biztatják a híveket szerezzék vissza a templomot, melyet két év múlva vissza is kapnak. 1706-ban újabb Szűz Mária-jelenések voltak. | 1788-ban II. József bezáratta a kegyhelyet. A jegyzőkönyv szerint, a gyógyulás emlékeként otthagyott, 106 darab mankót koboztak el.                                |
| Máriakálnok – Győr-Moson-Sopron vármegye                                                   | 1550-től látogatott hely. Egy halász Mária-szobrot talált a Dunában és a forráshoz tette. 1757. december 4-én oknyomozás történt a szent kúttal kapcsolatban. | ásványvíz törzskönyvezéséhez vizsgált település. Itt sok gyógyulás történt, amelyek naplószerű történetét a kapucinos szerzetesek jegyeztek fel Mosonmagyaróváron. |
| Máriaremete – Budapest                                                                     | A forrásházat 1996-ban rekonstruálták. | |
| Mátraverebély-Szentkút – Nógrád vármegye                                                   | 1195-től nevezik így, Lukács Márton 1714-ben feljegyzett irata szerint egy néma fiú találta meg a forrást, aki miután ivott belőle tudott beszélni. | |
| Petőfiszállás, Szentkút – Bács-Kiskun vármegye                                             | 1791-ben egy pásztor éjszaka a forráshoz ment, ahol nagy fényességben Szűz Máriát pillantotta meg. A falusiak hírét vették és vizet kezdtek hordani onnan. Egy bénának a lába gyógyult meg ott, a mankóját földbe szúrta, és egy fa nőtt ki belőle a legenda szerint. 1793-ban azonban a váci püspökség betiltotta a búcsújárást, és betemetették. Ellenben a forrás még nagyobb erővel tört fel. | |
| Péliföldszentkereszt – Komárom-Esztergom vármegye Közigazgatásilag Bajóthoz tartozik.      | Szent-kút Bajótnak is nevezik. A Templomos lovagrend háza volt itt a forrásnál. | Visitato Canonica azt írja, hogy 1730 május 30-án egy sántán született kisfiú csodálatosan meggyógyult itt.                                                        |
| Szentkút (városrész) – Baranya vármegye                                                    | 1930 óta nevezik Szentkútnak, Pécshez csatolásakor kapta nevét | |
| Pilisszentkereszt – Pest vármegye                                                          | Az egyházi jóváhagyással nem rendelkező szent kút tisztelete az 1860-70-es években keletkezett. 1913-ban a falut bemutató könyvecske szerint Urbánéknak megjelent a Szűzanya a forrásnál. | 1949 május 3-án a tavaszi búcsún részt vett 19 éves Erdei Matild súlyos bénulásból meggyógyult, a Historia Domus 1950 szerint.(Plébános vezeti).                   |
| Segesd – Somogy vármegye                                                                   | A török időkben alakult ki a búcsújárás a forráshoz. A sok gyógyulás hírére Széchenyi Antal tábornok kápolnát épített 1744-ben. | |
| Tétszentkút – Győr-Moson-Sopron vármegye                                                   | 1715-ben egy császári katona azt álmodta, hogy a forrásnál fog kigyógyulni betegségéből. Úgy is lett, egy kápolnát emeltetett itt. A forrás az oltár alatt volt. A XX. század fordulóján beomlás veszély miatt betemették. Azóta kiszáradt. | |
| Vasvár – Vas vármegye A város északi részén egy bükkös erdős részben található a szent kút | 1860-ban mosakodott meg itt egy megvakult huszár, Horváth Ferenc, aki visszanyerte szeme világát. | |
| Vác, Hétkápolna – Pest vármegye                                                            | | |

## Képek

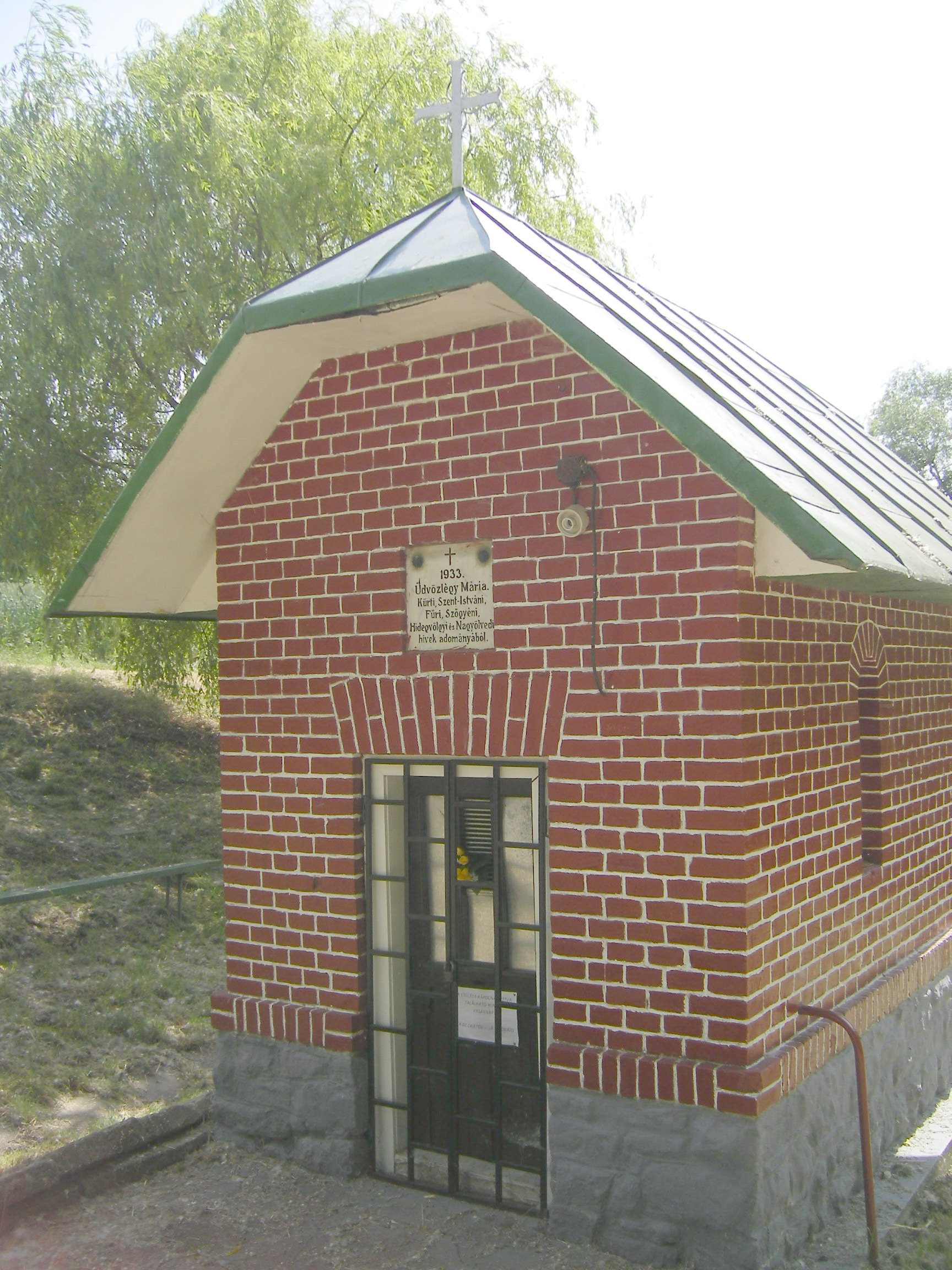
Ciglédi szent kút. Felirata: 1933 Üdvözlégy Mária...
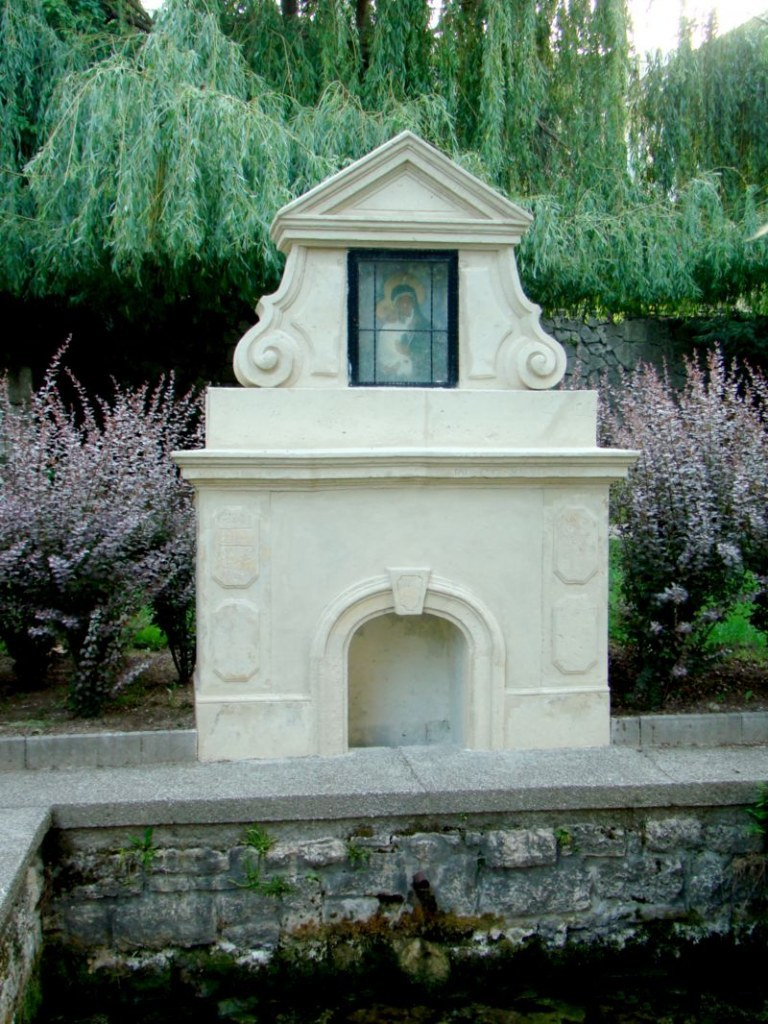
Szent kút Tapolcán
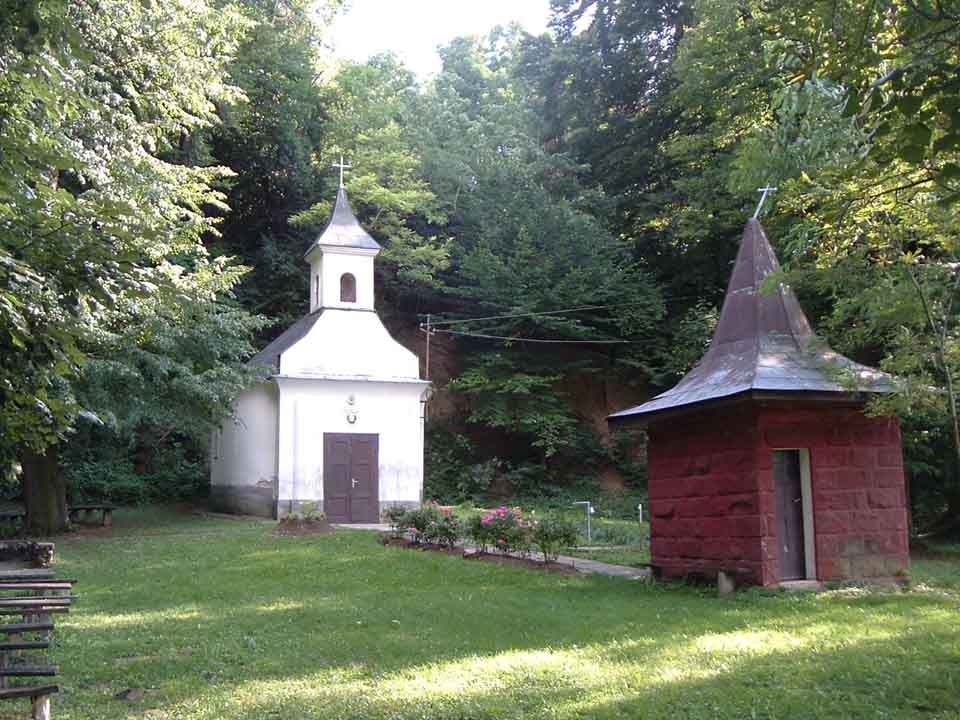
Szent kút, Jásd
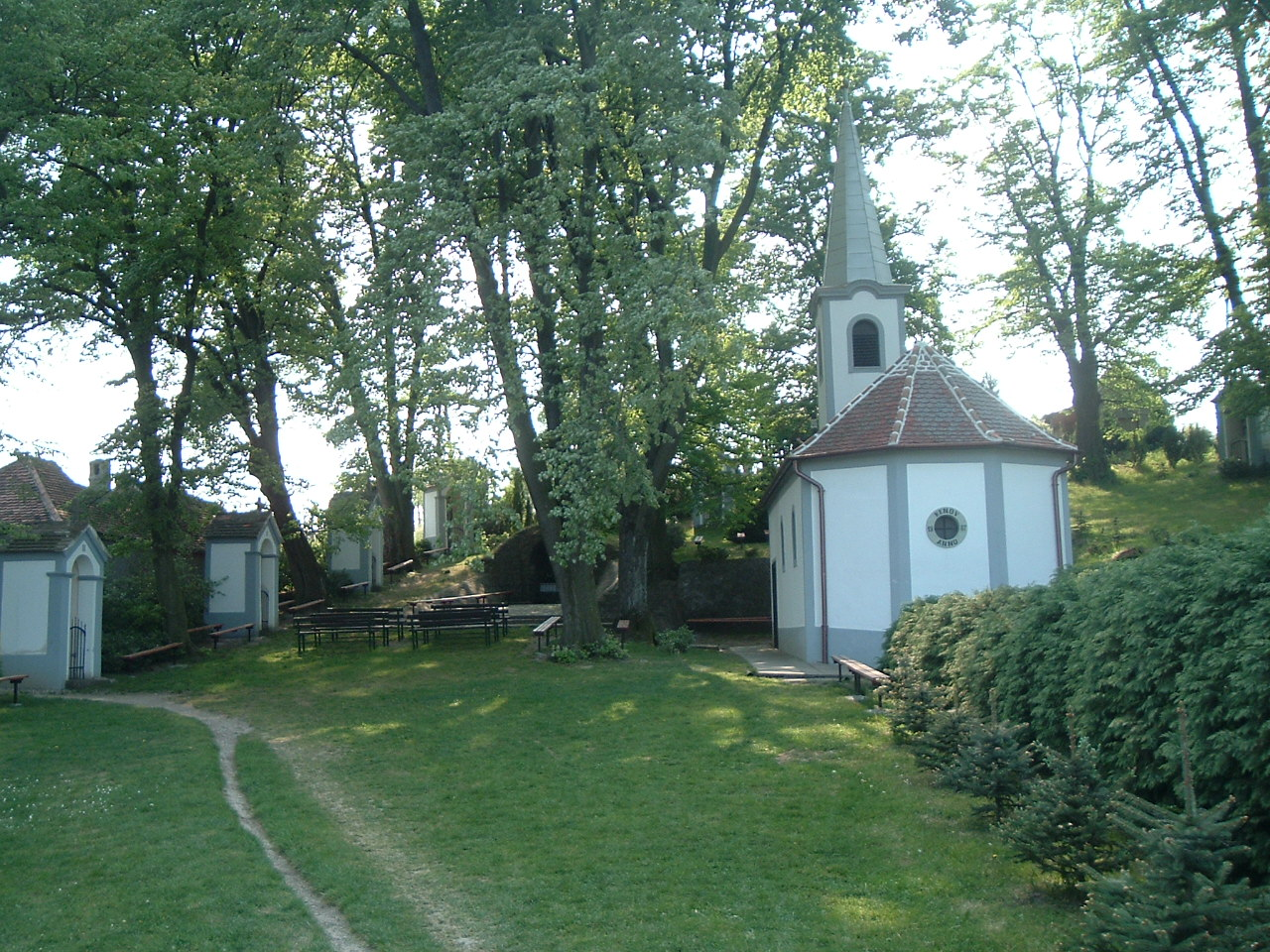
Szent kút, Gencsapáti
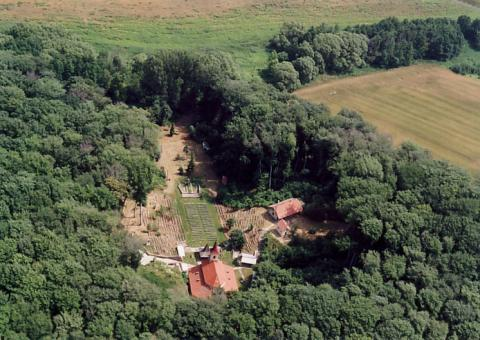
Szent kút Csatkán
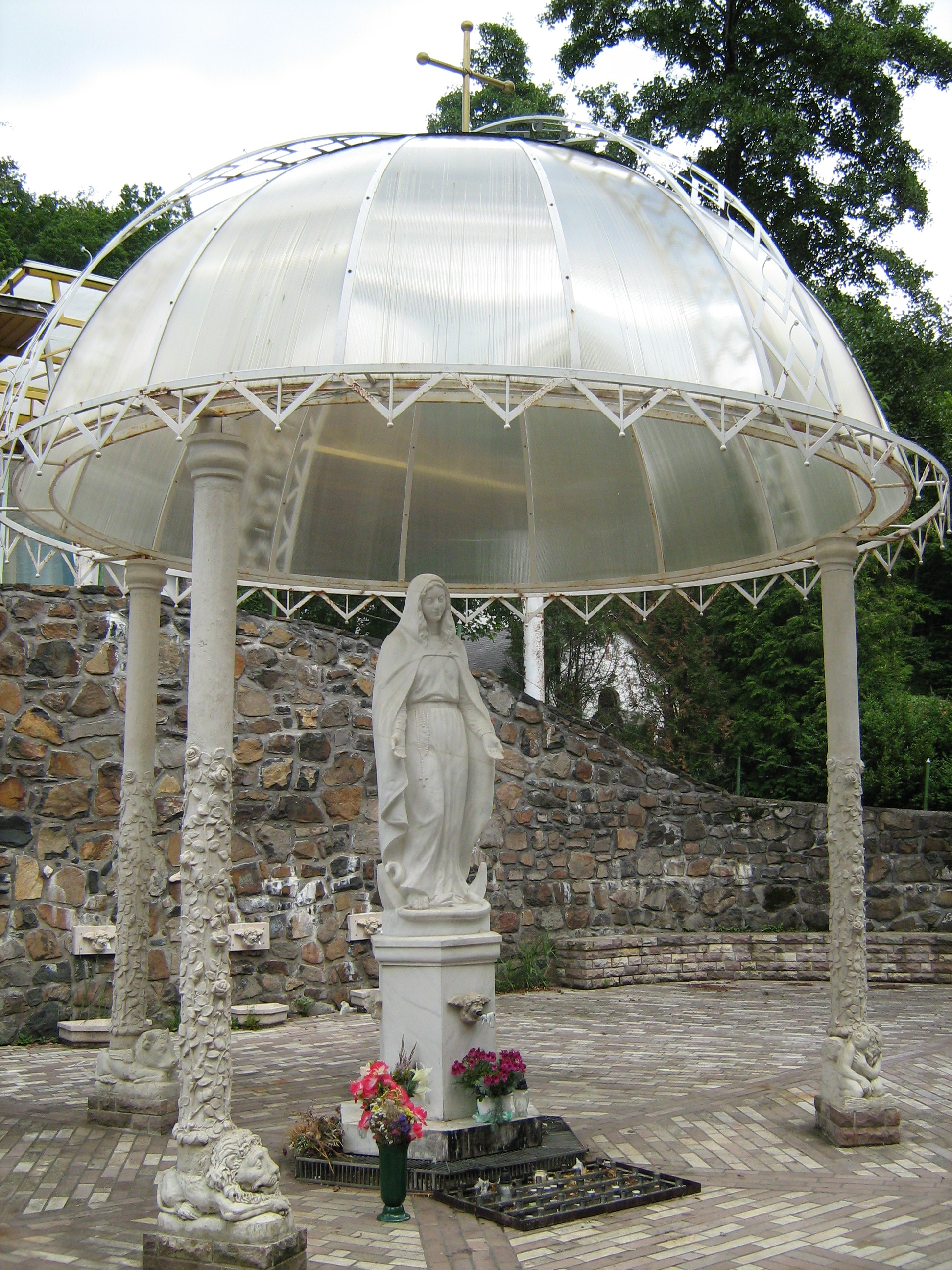
A kút közelében, Fallóskúton, Mária-szobor áll.
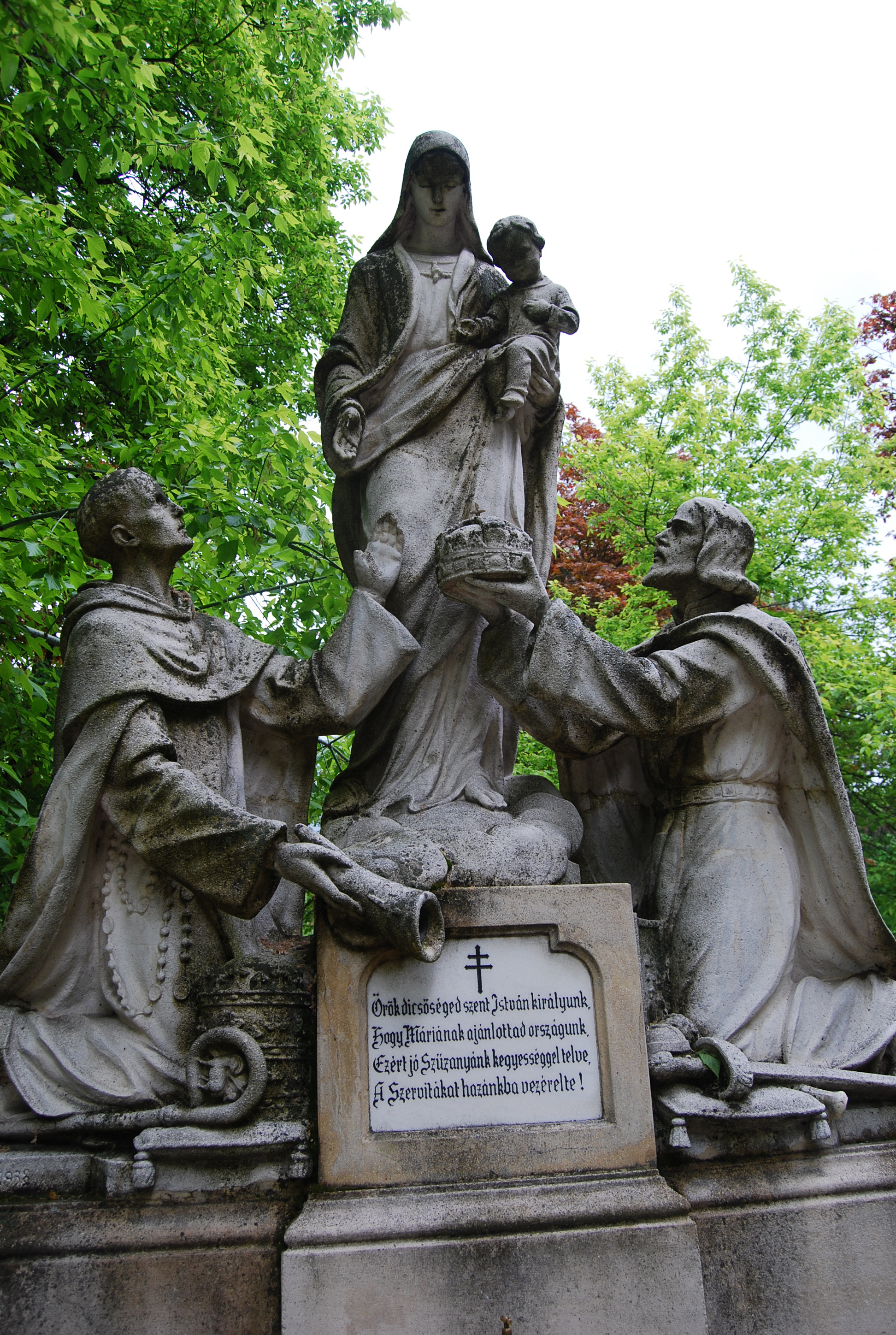
Máriaremetei szent kút
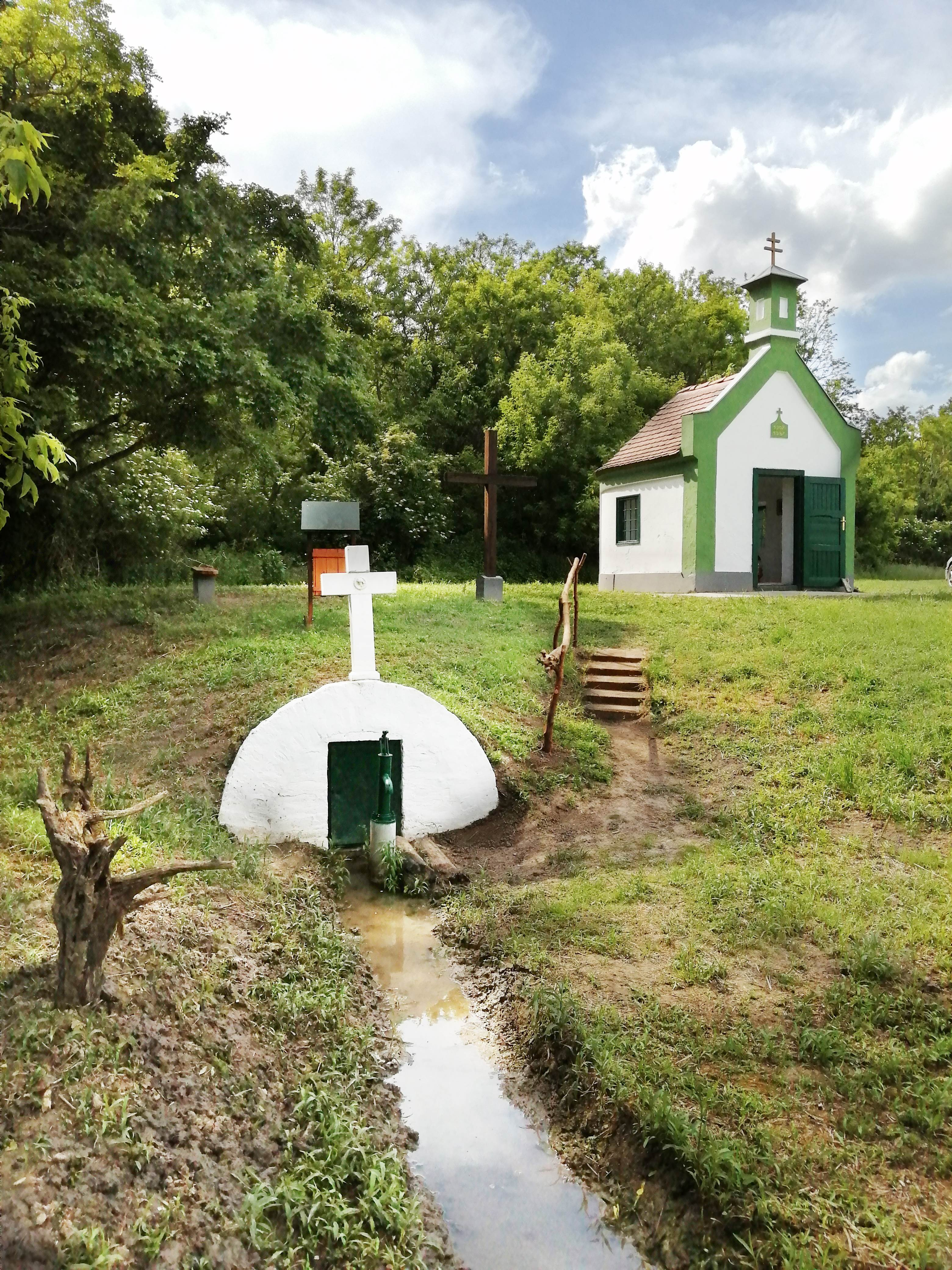
Nagykónyi szentkút és a Rókus-kápolna